# Tacògraf digital
El tacògraf digital és un dispositiu electrònic de registre d'esdeveniments en la conducció de vehicles. El seu precursor va ser el tacògraf analògic, al qual està previst que substitueixi completament en vehicles pesants de transport per carretera.

## Funcionament
El tacògraf digital obté dades relatives a la velocitat del vehicle a través d'un generador d'impulsos elèctrics acoblat a la transmissió del vehicle. Aquesta informació és contrastada amb el moviment detectat per un acceleròmetre integrat en l'aparell instal·lat dins de la cabina (també anomenat unitat intravehicular).
El sistema identifica en tot moment el conductor mitjançant la lectura d'una targeta professional (anomenada targeta de conductor). Aquesta targeta ha de romandre dins del lector de la unitat intravehicular. En cas contrari apareixerà una alarma en el registre d'esdeveniments.
La unitat intravehicular disposa d'un selector d'activitats, que permet al conductor donar informació sobre el moment en què inicia un període de pausa/descans, de disponibilitat o d'altres treballs. Aquesta informació és utilitzada per a comprovar el compliment de la normativa sobre temps de conducció i descans.

## Dades
Els esdeveniments recollits pel tacògraf inclouen la durada de les activitats del conductor (conducció, pausa/descans, disponibilitat, altres treballs), excessos de velocitat del vehicle, errors en el sistema (com conduccions sense targeta, baixades de tensió de la batería, intents de manipulació, etc.) i informació de les transferències de dades realitzades. Aquestes dades són emmagatzemades tant en la memòria del tacògraf com en la de la targeta de conductor. La memoria del tacògraf té capacitat per emmagatzemar dades de, com a mínim, tres mesos d'activitat, mentre que les targetes garanteixen el manteniment de les dades durant, com a mínim, trenta dies. Quan es supera la capacitat d'emmagatzematge, les dades noves es graven substituint les més antigues.
El propietari del vehicle és el responsable de descarregar les dades, tant del tacògraf com de les targetes dels conductors que l'hagin utilitzat, amb una freqüència suficient per a evitar la seva pèrdua. A més, cal conservar les dades durant un any i posar-les a disposició de les autoritats quan així ho requereixin. Per a la descàrrega de les dades de la unitat intravehicular, el propietari del vehicle ha de disposar d'una targeta d'empresa. Aquesta targeta permet al propietari accedir a la memòria del tacògraf per a la seva descàrrega, però no modificar-ne el seu contingut.
A més, la informació del tacògraf pot aportar un valor afegit, i és aprofitada per analitzar i millorar la productivitat de l'empresa.

### Lectura i bolcat de les dades
El tacògraf disposa d'una impressora tèrmica per a la impressió d'informes complets, encara que se solen utilitzar dispositius específics per a obtenir les dades en format digital (les anomenades claus de descàrrega o eines de descàrrega). Aquests dispositius utilitzen el connector del tacògraf digital (en alguns models, disposen també de ranures per a targeta intel·ligent) per a realitzar el bolcat de les dades de qualsevol de les dues memòries (de la unitat intravehicular o de la targeta de conductor), i generar un fitxer amb el format .TGD. Aquest fitxers contenen tota la informació generada i emmagatzemada pel tacògraf. El propietari té l'obligació de conservar aquesta informació durant un any.
En cas de mal funcionament o pèrdua de la targeta de conductor, el conductor té l'obligació d'imprimir un informe de l'activitat del vehicle abans de començar la jornada, i un altre en acabar-la. Aquests dos informes, amb les dades completes i la signatura del conductor consignades manualment en el seu revers, justifiquen la jornada de treball i s'han de conservar igual que es conservaria un disc-diagrama de tacògraf analògic (28 dies a bord del vehicle i un any en la seu de l'empresa).